# Dobrocs
Dobrocs (szlovákul: Dobroč) Feketebalog településrésze Szlovákiában, a Besztercebányai kerületben, a Breznóbányai járásban.

## Fekvése

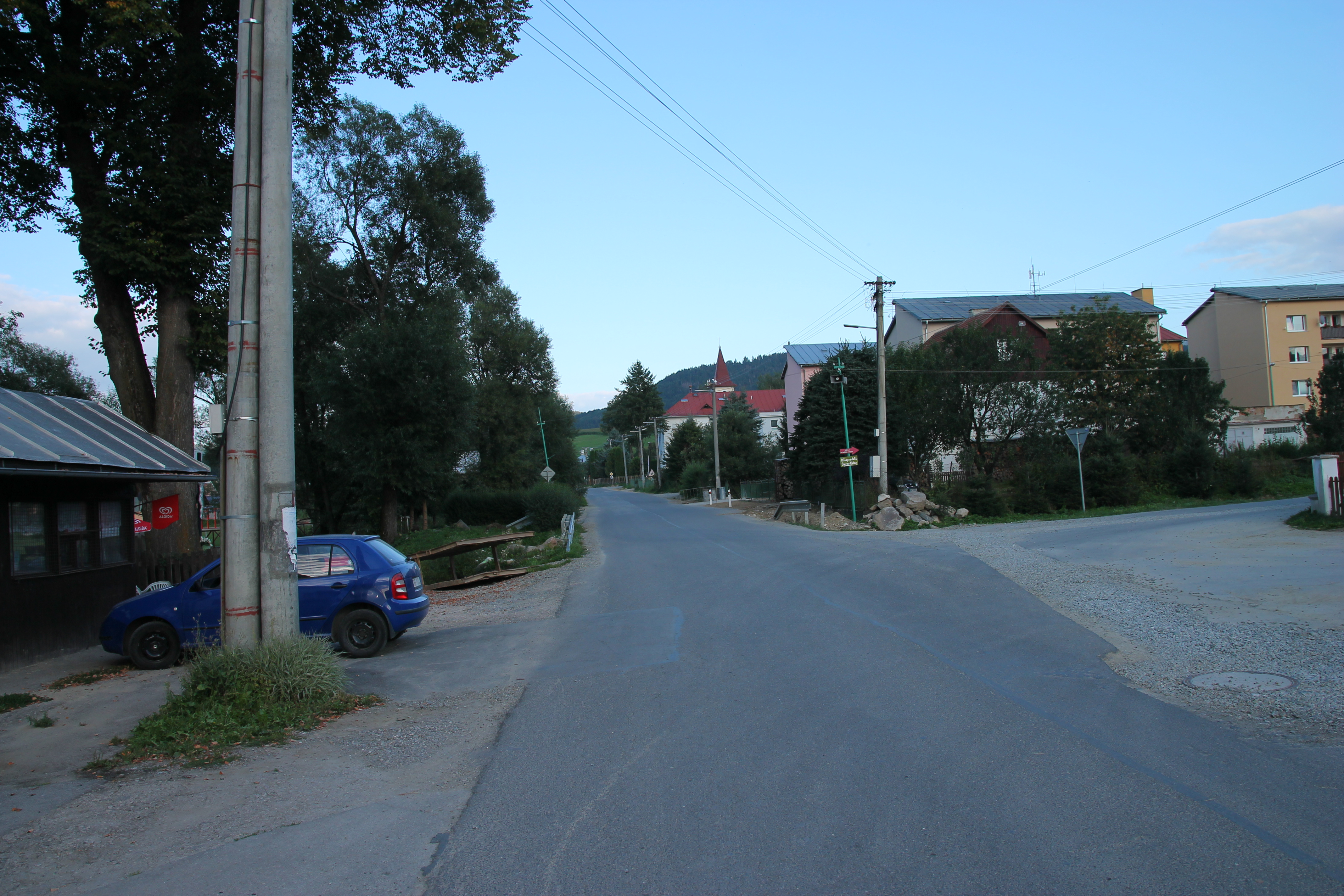
Dobrocs főutcája

Feketebalog központjától 4 km-re délkeletre, a Fekete-Garam partján fekszik.

## Története
A 18. század végén Vályi András így ír róla: „DOBRÓCZ. Népes tót falu Zólyom Vármegyében, földes Ura a’ Zólyomi Királyi Kamara, lakosai katolikusok, fekszik Hronecznek szomszédságában.”
Fényes Elek 1851-ben kiadott geográfiai szótárában így ír a faluról: „Dobrocs, Zólyom m. tót falu, Balogh filial. 483 kath. lak. F. u. a kamara. Ut. p. Besztercze.”
A trianoni diktátumig Zólyom vármegye Breznóbányai járásához tartozott.

## Lásd még
- Feketebalog
- Karám
- Medvés
- Pusztás
- Vidrás
- Zólyomjánosi